# Николо Фонтана Тартаља
Николо Фонтана Тартаља (итал. Niccolò Fontana Tartaglia; око 1499 — 13. децембар 1557) био је венецијански математичар и војни инжењер. 
Дао је значајне радове из балистике и фортификације. Тврдио је да се путања зрна састоји из почетног правилинијског дела, затим лучног дела и завршног праволинијског (падног) дела. Издао је 6 књига од којих прве три садрже артиљеријске проблеме, четврта тактичке прорачуне, пета премеравање земљишта, а шеста фортификацију. У том делу већ тврди да путања зрна није ни на једном делу права линија и, на основу опита, да се максимални домет постиже полазним углом од 45°. У њему је такође први теоријски разрадио скривени пут. 